# Велинград
Вѐлинград е град в Южна България, област Пазарджик и е втори по големина в областта след областния град Пазарджик с население 34 518 души по настоящ адрес (15 март 2016). По данни на ГРАО към 15 септември 2023 г. в града живеят 24 090 души по настоящ адрес и 25 323 души по постоянен адрес. Градът е административен център на община Велинград. Образуван е през 1948 година от сливането на селата Лъджене, Каменица и Чепино. Наречен е на името на комунистическата партизанка Вела Пеева.

## География
Велинград е разположен в Чепинската котловина в Западните Родопи. Намира се на 44 km от областния център Пазарджик, на 34 km от Септември, на 81 km от Пловдив и на 135 km от столицата София.
Градът има планински климат. Намира се в европейско-континенталната климатична област, на границата с континентално-средиземноморската област. Лятото е прохладно и краткотрайно, а зимата – мека и продължителна. Валежите са сравнително малко. През пролетта и началото на лятото са по-обилни, в края на лятото и есента е по-сухо. Снеговалежите са достатъчни и задържането на снежната покривка е продължително (до 150 дни). Снежната покривка е устойчива и дебела.
Велинград е един от най-безоблачните градове в България. Облачността е най-голяма през зимните месеци. Общото ѝ намаляване се наблюдава в началото на есента. Това е едно от местата в България с повече безвалежни дни. Наличието на ясно време и обилно слънцегреене е характерно за Велинград. Средногодишната температура на въздуха е 9 °C. Относителната влажност на въздуха е 75%.
Водни ресурси в района на Велинград – реки, карстови и минерални извори – има в изобилие. Те са фактор за определянето местоживеене на хората, стопанската им дейност, за развитието на туризма като цяло. Многобройните бистри планински потоци и рекички се обединяват в Чепинската река. По-важните ѝ протоци са Грънчарица, Луковица, Лепеница, Мътница и Требетущица. Язовирите в района разнообразяват природната среда, изменят положително микроклимата и увеличават значително привлекателността на ландшафта. Във Велинград има редица карстови извори като Клептуза.
Велинградското геотермално находище е най-голямото в Южна България. Сумарният дебит на изворите е 160 l/s, като само в кв. Чепино той е 70 l/s. Минералните извори (80 на брой), мекият климат и прекрасната природа са голямото богатство на града. Велинград е един от най-големите балнеологични курорти в България и е известен като „Спа столицата на Балканите“. Тук има множество санаториуми, лечебници, модерни спа центрове и хотели.

## История
Културните пластове дават основание да се твърди, че Чепинският край е обитаван от тракийски племена през 6 – 5 век пр.н.е. Най-трайни са следите от племето беси – открити са могили, некрополи, стени от селища и крепости. Писмени сведения за тази епоха дават древните историци Херодот и Тукидид:
| „                  | Там в Тракия била страната на блаженството, която лежала високо над планината, където обитавал Дионис. На планината Пангей се намирал прочут негов храм, където служели жреци от племето беси. Там имало и жена пророчица, подобна на делфийската Пития. | “ |
| Херодот, Историята | |   |

За авторитета и значението на храма на Дионисий в Родопите говори фактът, че Александър Македонски и бащата на Октавиан Август са го посетили, за да им гадае пророчицата за бъдещето им.
От траките са останали много надгробни могили – седем в Баташкото блато (сега дъно на езеро), две могили в местността „Юндола“ и десетки на други места. Развалини от тракийски селища и крепости могат да се видят в местността „Печковец“, в подножието на средновековната крепост Цепина, където са намерени фрагменти и от тракийска керамика и оръдия на труда, както и на други места.
През 46 г. римляните завладяват Родопите. Така започва смесен трако-римски период, който продължава до идването на славяните. За римската култура в този край говорят археологическите находки от селища и укрепления в местностите „Биволичино дере“ и „Ремово“. Това са останки от глинени тръбопроводи за минерална вода, от настилки за пътища, от укрепления, мраморни плочи, монети и т.н.
В началото на 6 век Чепинският край е населен със славяни. Според проф. Петър Петров и проф. Марин Дринов тук е живяло племето драговичи. Славяните възприели много от обичаите, нравите и културата на траките, като им предали свои характерни черти. По-късно към славяните се прибавили и българите. Чепинската котловина е присъединена към българската държава при управлението на Маламир, а неговият наследник Пресиян включва в пределите и цялата родопска област.
За голямото стратегическо значение на тези места говори фактът, че след кръвопролитни боеве или чрез тайни заговори те преминавали ту в български, ту във византийски ръце. Окончателното им освобождаване от византийците става при управлението на цар Калоян. От това време са останали следи от укрепления: в местността „Стража“ – на 12 km източно от града и в местността „Градот“ – на 12 km северно от Велинград в землището на Ракитово. По времето след цар Калоян крепостта Цепина е била столица на деспот Алексий Слав. По-късно той премества столицата си в Мелник.
От времето на цар Иван Александър са намерени монети от Чепинския край. Смята се, че падането на крепостта Цепина и на целия Чепински край под турска власт е станало през 1371 – 1373 г. След това събитие настъпили редица сериозни промени в живота на тукашните българи. Османската империя имала нужда от съюзници в центъра ѝ и започнала да налага ислям доброволно или насилствено още в началото на 16 век.
Османският регистър, отнасящ се за годините 1516 – 1517, посочва появяването на първите мохамедани в района. Тогава в чепинските села има общо 624 домакинства, 12 от които мюсюлмански. Българите носят имена като Велчо, син на Златко, Петко, син на Райо, Радул, син на Прослав и пр., докато 7 домакинства от Лъджене използвали за фамилно име арабското Абдуллах, което обикновено се дава на всички новоприети в исляма. Тези 7 домакинства владеели пълен чифт, т.е. парче земя, за което се е смятало, че може да осигури добро материално положение на едно семейство.
Според „Летописа на поп Методи Драгинов“ по времето на потурчването на Чепино от Мехмед IV (1656 – 1661 г.) част от населението е било принудено да приеме исляма, тъй като гръцкият владика Гаврил набедил местното население за непокорно пред пашата в Пловдив. Когато пашата пристигнал в Чепино, събрал първенците и поискал да ги убие, но те приели исляма с надеждата, че ще бъдат пощадени. Днес историците не са постигнали единодушие дали летописът на поп Методи и самият свещеник са автентични, или са плод на възрожденска литературна компилация. Българите-мюсюлмани са запазили много от традициите на християнския култ. Във всички мюсюлмански селища на Гергьовден се правят люлки на ергените и момите, кичат се със здравец портите и чеиза на момите.
Чепинското население не останало настрана от Възраждането и националноосвободителните борби на българския народ. През 1816 г. каменчани изградили новата църква „Св. Троица“. Тя се превърнала в средище, където се укрепвало българското самосъзнание и се разпространявали знания и просвета. Към църквата през 1823 г. се открива първоначално килийно училище, а след това и класно училище, помещавало се в самостоятелна сграда. Първите учители са Илия Ждраков, Паун Гугалов, даскал Партений, даскал Никола Саев, който въвежда като учебник „Рибния буквар“, Георги Чолаков – Дядо Даскал, Сава Докторов, Стою Масларов.
По време на Руско-турската война мюсюлманското население се скрива в планината или в по-южните селища. Някои села като Лъджене обезлюдяват напълно. След няколкодневно криене жителите се връщат премръзнали обратно по родните си места.
Велинград е създаден през 1948 г. със сливането на селата Лъджене, Каменица и Чепино, а от 1977 г. става общински център.

## Квартали на Велинград

### Чепино
Чепино е най-южният от трите квартала на Велинград. Преди основаването на града кварталът е бил село Баня Чепинска, което е преименувано през 1934 година на село Чепино (на името на Чепинската котловина). Името му е претърпяло промени (Баня, Баня-Чепино, Чепино-Баня, Чепино) и води до грешки, защото му е дадено името на цялото Чепинско краище.
Името Чепино (съответно „Чепинска котловина“) е записано в османски документи от 1666 г. Първоначалното име на котловината е Цепина (Цепино), но тъй като в турския език не съществува звукът „ц“, името е записано като Чепино. Там се намира и защитената местност Клептуза с двете езера.

### Лъджене
Централният квартал на Велинград. В него се намират сградата на община Велинград, централната поща, районният съд, централният кооперативен пазар и други учреждения. Лъджене е било някогашен феодален чифлик, около който се е създало селище поради наличието на минерални извори и бани.

### Каменица
В него се намират много извори: Власа, Сярна баня и др.
Квартал Каменица е най-големият от трите квартала на Велинград. В квартала се намира и една от най-старите български църкви. Подът на нейния олтар е бил използван за скривалище на оръжия по време на Руско-турската освободителна война.

## Население
Численост на населението според преброяванията през годините:
| \| Година на преброяване \| Численост \| \| --------------------- \| --------- \| \| 1934 \| 10 782 \| \| 1946 \| 12 592 \| \| 1956 \| 18 146 \| \| 1965 \| 20 077 \| \| 1975 \| 23 848 \| \| 1985 \| 25 432 \| \| 1992 \| 25 634 \| \| 2001 \| 24 818 \| \| 2011 \| 22 602 \| |           |
| Година на преброяване | Численост |
| 1934 | 10 782    |
| 1946 | 12 592    |
| 1956 | 18 146    |
| 1965 | 20 077    |
| 1975 | 23 848    |
| 1985 | 25 432    |
| 1992 | 25 634    |
| 2001 | 24 818    |
| 2011 | 22 602    |

Етническият състав включва 17 581 българи и 1956 цигани.

## Религия
В града повечето жители са православни християни, в околните села населението е съставено предимно от българи мюсюлмани (помаци). Те са по етнос българи с майчин език – български, но изповядват исляма. Ислямът се е разпространявал бавно и постепенно в Чепинската котловина. Проследявайки регистрите на Османската империя, може да се състави следната таблица:
| Година | Мюсюлмански семейства |
| ------ | --------------------- |
| 1516   | 10%                   |
| 1528   | 12%                   |
| 1570   | 26%                   |
| 1595   | 31%                   |
| 1640   | 50%                   |
| 1712   | 89%                   |

Броят на мюсюлманите е повишен и след това, когато гръцката патриаршия налага непосилни данъци на християнското население, което отказва да ги плаща. Тогава гръцкият владика Гавриил от Пловдив се оплакал на пашата, който отишъл да уреди сметките. Част от разбунтуваното население предпочело да приеме исляма, вместо да плати съответните налози на гръцката църква.
В града съществува и конгрешанска общност, част от Съюза на евангелските съборни църкви.

## Политика
От 2015 г. кмет на община Велинград е д-р Костадин Коев.

## Икономика
Икономиката на града е представена основно от дърводобивната и дървообработващата промишленост и туризма. Някои водещи и традиционни промишлени производства от социалистическия период като машиностроене, химическа промишленост, добив и обработка на мрамор, производство на дървесни и ламинирани плоскости след прехода към пазарно стопанство и приватизацията вече не функционират.

### Балнеология и туризъм
Красивата природа, минералните извори и благоприятните за лечението на редица заболявания климатични особености правят Велинград предпочитана от български и чужди туристи дестинация. На територията на града са разположени 3 санаториума, над 60 хотела и почивни домове, 140 заведения за обществено хранене и развлечения. Модернизирани са 6 почивни комплекса, които предлагат всички видове балнеоложки услуги. Благоустроени са обществените минерални бани и са изградени 22 открити и закрити минерални басейна.
В курорта Велинград се лекуват белодробни и ставни заболявания, неврологични и гинеĸологични проблеми (вкл. и стерилитет), бъбречни, чернодробни, стомашно-чревни и много други заболявания. Балнеолечението се провежда чрез пиене на минералната вода, инхалации, бани и промивки.

## Критика на името
След 1990 г. от страна на десни политици, журналисти и общественици се повдига въпросът за преименуването на града, обвинявайки в терористична дейност и национално предателство патрона му Вела Пеева. Всяка година кметът и общинският съвет на Велинград почитат патрона на града.

## Минерална вода
Известни са 4 термоминерални находища – Чепино, Лъджене 1, Лъджене 2 и Каменица. Минералните води са с дълбок произход, кристално чисти, бистри, безцветни, приятни на вкус, топли и горещи. Принадлежат към така наречените „меки“ води. Всички минерални води на Велинград са слабоминерализирани, т. е. съдържат минерални вещества до 1 грам в литър. По своя химичен състав са хипертермални, слабо минерализирани натриево-хидрокарбонатно-сулфатни, флуорни и силициеви. Характеристиките на термалните води във Велинград в количествено и качествено отношение са сравними с тези на Хисаря и Баня в Пловдивска област. В посока от юг към север Чепино – Лъджене – Каменица се увеличава температурата, минерализацията и съдържанието на отделните минерални вещества, а намалява газовата компонента.
Чепинските минерални извори имат ниско съдържание на радон 10 nCi/l в лечебна концентрация (над 5 nCi/l) и притежават радиоактивност 68 – 73 емана, която е в лечебни дози и е по-ниска от тази на Нареченските минерални води (100 – 1200 емана). Флуорното съдържание в минералната вода от Чепино е 4,2 mg/l при норма до 5 mg/l. Това позволява както питейно лечение, така и бутилирането на водата за ежедневно пиене, но я прави неподходяща за ежедневната употреба от кърмачета и деца под 7-годишна възраст.
В кв. Лъджене изворите са разпределени в З основни групи: най-западната група при Вельова баня се състои от 18 извора; при мъжката и женската баня има 11 извора и при топила̀та – 7 извора. Водата в Лъджене съдържа флуор 5,5 mg/l, с което надхвърля нормата за бутилиране и не се препоръчва за продължително ежедневно пиене. Може да се ползва за питейно лечение, за което балнеологичния критерий е до 8 mg/l.
В кв. Каменица водата е най-гореща. Има 8 извора, от които с най-голямо значение са изворите на Сярна баня и Власа. Водата е с най-високо съдържание на флуор – 8,6 mg/l и е подходяща само за банско лечение и за флуорна профилактика по специални дозировки.
До Жълтата Скала се намира извор с високо съдържание на флуор. Скалата е интересна природна забележителност. Намира се на рида Каркария, близо до крепостта Цепина. От нея се разкрива панорама към Чепинската котловина, връх Сютка и рида Алабак.

## Транспорт
Градът е свързан чрез единствената в България теснолинейна железопътна линия с възловата гара Септември, градовете Разлог и Банско и крайната гара Добринище. Гарата е в централния квартал Лъджене, а в кв. Чепино има жп спирка Велинград-юг.

## Забележителности
- Местността Юндола е обширна седловинна поляна между планините Рила и Родопи, в която е разположено едноименното село. Мястото е популярен курорт и изходен пункт за туристически маршрути, а в края на всяко лято се провежда събор.

### Клептуза
Сред най-забележителните, романтични и тайнствени кътове на Велинград е карстовият извор Клептуза с дебит от 600 до 1200 l/s. Паркът с двете си езера е един от символите на града. Той се намира в квартал Чепино, който е една от трите термални зони във Велинград. Голяма част от изворната вода се използва за питейни нужди; другата част захранва две езера, които след това се вливат в Чепинска река, а от нея – в Марица и Бяло море. От карстовия извор на юг се простират борови гори, превърнати в естествен парк. Паркът е изграден със собствени средства от бившата селска община с. Чепино – Баня, като първото езеро е установено през 1933 г.

### Крепостта Цепина
На 18 km източно от Велинград в землището на село Дорково, община Ракитово се намира старата българска крепост Цепина, столица на деспот Слав.

### Пресечна точка на 24 меридиан и 42 паралел
Край град Велинград, югоизточно от местността „Клептуза“ извън града, се пресичат 24 меридиан и 42 паралел. Такива пресечни точки се срещат рядко, а комбинацията на цифрите го прави още по-интересно.

### Исторически музей
Началото на музейното дело в Чепинския край е поставено през 1909 г. от Христо Масларов. По негова инициатива към читалището в с. Каменица е създаден Археологически музей, утвърден от Министерството на просвещението.
През следващите десетилетия в училищни и читалищни музейни сбирки се събират много свидетелства за миналото на този район. На тази основа през 1952 г. се създава Градски исторически музей – Велинград. По-късно той се преобразува в къща музей „Вела Пеева“. С решение на Министерство на културата от 1991 г. отново се променя статутът му на Исторически музей – Велинград. Оформени са следните отдели: Археология, Възраждане, Етнография, Нова и Най-нова история и Художествен отдел. В тях се съхраняват и проучват повече от 19 000 археологически находки, предмети от стария бит, икони, старопечатни книги, лични вещи и архиви на известни личности, снимки и документи.
Музеят разполага със специално построена през 1982 г. сграда с обширни и удобни за експониране зали. В тях са представени постоянните експозиции за Вела Пеева, етнографска изложба, изложба за великденски писани яйца и изложба за Николай Гяуров.

### Вила „Райна“
Вила „Райна“ е построена през 1928 г. по планове на сръбския архитект Милутин Бориславлевич (1889 ‒ 1969) и класифицирана като исторически и културен паметник.

## Редовни събития
- Традиционен празничен календар
- Коледа – един от най-тържествените празници. В квартал Каменица е известен, като една от трите Бъдни Вечери.[19]

## Известни личности
Родени в днешен Велинград
- Атанас Семерджиев (1924 – 2015) – партизанин, генерал и политик, вицепрезидент на България (1990 – 1992)
- Вела Пеева (1922 – 1944) – партизанка, на чието име е наречен градът
- Сашо Касиянов (1951 – 2012) – музикант, педагог, дългогодишен радиоводещ в Сливен
- Васил Иванов Горанов (р. 1972) – български съвременен художник
- Маргарита Попова (р. 1956) – министър на правосъдието (2009 – 2011) и вицепрезидент на България (2012 – 2017)
- Лидия Шулева (р. 1956) – политик, заместник министър-председател (2001 – 2005), министър на труда и социалната политика (2001 – 2003), министър на икономиката (2003 – 2005)
- Николай Гяуров (1929 – 2004) – оперен певец, световноизвестен изпълнител, интелектуалец
- Петър Гугалов (1929 – 2025) – оперен певец
- Васил Божков (р. 1956) – бизнесмен
- Никола Хаджидаскалов (1894 – ?) – македоно-одрински опълченец, четата на Георги Мяхов[20]
- Владо Черноземски (1897 – 1934) – революционер
- Георги Атанасов Пухалев (1935 – 2008) – български учен, ландшафтен архитект и икономист, професор.
- Кирил Григоров Илинчев (1921 – 1994) – кино- и театрален режисьор, сценарист и актьор
- Петър Пунчев (р. 1956) – журналист, съосновател на Радио FM+
- Нери Терзиева (1952 – 2022) – журналистка
- Костадин Филипов – тв журналист
- Краси Гешева – психолог, актриса, организатор на конкурса „Мис Велинград“
- Димитър Мечев (1928 – 2007) – диригент
- Димо Тонев (р. 1964) – волейболист
- Георги Гаджев (р. 1964) – футболист
- Стоянка Кендерова (р. 1947 г.) – български османист и арабист, старши научен сътрудник I степен
- Станислав Цанов (р. 1986 г.) – български журналист
- Христо Найденски (р. 1958 г.) – микробиолог, академик, два мандата директор на Институт по микробиология „Стефан Ангелов“, Българска Академия на Науките (БАН)

Починали в днешен Велинград
- Вела Пеева (1922 – 1944) – партизанка
- Манол Иванов Велев (1915 – 1988), български антифашист, партиен функционер, участник в Съпротивата.
- Методи Шаторов (1897 – 1944) – партизанин
- Тодор Ямаков (1903 – 1966) – политик и общественик, първият кмет на града
- Методи Кърпачев (1921 – 1999) – български революционер
- Милош Колчагов (1886 – 1958) – български революционер

Други
- Елена Попова-Кантарджиева (1888 – 1980) – учителка по френски език, културен деец и общественик
- Ангел Иванов Герин (1908 – 1983) – учител на Николай Гяуров, музикант, диригент, общественик
- Иван Лебанов (р. 1957) – ски бегач, олимпийски медалист, кмет на града (2007 – 2015)
- Манол Стоименов Чолев (1903 – 2007) – общественик и педагог, туристически и стопански деятел, столетник
- Цветан Симеонов (р. 1955) – председател на УС на БТПП, магистър по право
- Александър Попов (1927 – 2021) – лекар и писател

## Спорт
Футболният клуб на града се нарича „Чепинец“. Основан е под това име през 1926 г. През пролетта на 1978 г. в турнира за Купата на Съветската армия отборът стига до полуфинал с ЦСКА, който губи с 4:5 след изпълнение на дузпи (в редовното време 1:1). Преди това в същия турнир „Чепинец“ отстранява: „Ботев“ (Ихтиман) с 4:2, „Етър“ (Велико Търново) с 4:3, „Сливен“ с 4:0 (1:0 плюс 3:0 служебен резултат) и „Левски“ (София) с 5:3 след изпълнение на дузпи (в редовното време 1:1).

## Други
На Велинград е наречена улица в квартал „Модерно предградие“ в София (Карта).

## Галерия
- Квартал „Лъджене“
- В центъра на града
- Велинград привечер
- Петзвездният хотел „Двореца“
- Велинград – нощен изглед
- ЖП Гара Велинград
- Изглед към центъра от х-л „Здравец“
- Военен паметник
- Храм „Успение Богородично“
- Професионална гимназия по икономика и туризъм
- Евангелска църква
- Читалище „Отец Паисий“